# Rick Ravanello
 (janvier 2020).
Si vous disposez d'ouvrages ou d'articles de référence ou si vous connaissez des sites web de qualité traitant du thème abordé ici, merci de compléter l'article en donnant les références utiles à sa vérifiabilité et en les liant à la section « Notes et références ».
Rick Ravanello (né le 24 octobre 1967) est un acteur canadien qui est apparu dans plusieurs séries télévisées et films. 

## Biographie
Ravanello a grandi dans le quartier de Trout Brook Road à Mira, au Cap-Breton, et a obtenu son diplôme à l'école secondaire Riverview Rural en 1986.

## Filmographie
- 1997 : Doomsday Rock : Parcs
- 1997 : L'Amant diabolique : officier Calder
- 1998 : Space Hospital : Mednaut Thurston
- 1998 : Nick Fury: Agent of SHIELD : agent J. Vaughn
- 1998 : Créature : Membre de l'équipe SEAL
- 1998 : Storm Chasers: Revenge of the Twister : Garde de sécurité
- 1999 : Terminal Countdown (it) : Thompson
- 1999 : Destins de femmes : Beau soudeur
- 1999 : Atomic Train : pilote de police
- 2000 : Dis maman, comment on fait les bébés ? : Dougie Dupree
- 2001 : Semper Fi : Sergent (non crédité)
- 2001 : Out of Line : John Stewart
- 2002 : Mission Évasion (Hart's War) de Gregory Hoblit : maj. Joe Clary
- 2003 : Monte Walsh : Henry Louis "Sugar" Wyman
- 2003 : Criminologie 101 : Andy Roitman
- 2005 : La Crypte : Briggs
- 2005 : Lié par Lies : flic en uniforme
- 2005 : Jane Doe : Miss Détective : Lacey Hartman
- 2006 : Playmate imaginaire : Michael Driscoll
- 2008 : Smoke Jumper : Ray Kulhanck
- 2008 : La clause de Noël : Jake
- 2008 : Fatal Kiss (AKA Love to Kill) : Nicholas Landon
- 2009 : Defying Gravity : Jeff Walker
- 2010 : Témoin de l'insécurité : Anthony
- 2010 : Weeds : Lars Guinard
- 2012 : Nikita : Nicholas Brandt
- 2012 : Hollywood Heights : Trent McCall
- 2013 : Garage Sales Mystery : Jason Shannon
- 2014 : Driven Underground : Karl Harvey
- 2014 : Outpost 37 : L'Ultime Espoir (Outpost 37) / Alien Outpost : Spears
- 2015 : Dangerous Company : Aaron Mitchell